# III liga polska w piłce nożnej (2015/2016)/Grupa III (dolnośląsko-lubuska)
III liga, grupa dolnośląsko-lubuska, sezon 2015/2016 – 8. edycja rozgrywek czwartego poziomu ligowego piłki nożnej mężczyzn w Polsce po reorganizacji lig w 2008 roku. Brało w niej udział 18 drużyn z województwa dolnośląskiego i województwa lubuskiego. Najlepsza drużyna zagrała o baraże do II ligi. Ostatnich 11 drużyn spadło odpowiednio do grup: dolnośląskiej i lubuskiej IV ligi. Opiekunem ligi był Dolnośląski Związek Piłki Nożnej.
Sezon ligowy rozpoczął się 8 sierpnia 2015 roku, a ostatnie mecze rozegrane zostały 5 czerwca 2016 roku.
Od sezonu 2016/2017 przewidziana została reforma III ligi, gdzie w 4 grupach będzie grało po 16 zespołów.

## Zasady rozgrywek
Zmagania w lidze toczyły się systemem kołowym w dwóch rundach – jesiennej i wiosennej. Drużyna, które zajęła 1 miejsca w tabeli wzięła udział w meczach barażowych o awans do rozgrywek II ligi. Drużyny, które zajęły 8 lub niższe miejsce w tabeli spadły do IV ligi.
Drużyna, która zrezygnowała z uczestnictwa w rozgrywkach, została zdegradowana o 2 klasy rozgrywkowe i przenoszona na ostatnie miejsce w tabeli (jeśli rozegrała przynajmniej 50% spotkań sezonu; wtedy mecze nierozegrane weryfikowane są jako walkowery 0:3 na niekorzyść drużyny wycofanej) lub jej wyniki zostały anulowane. Z rozgrywek eliminowana – i również degradowana o 2 klasy rozgrywkowe – była drużyna, która nie rozegrała z własnej winy 3 spotkań sezonu.
Kolejność w tabeli ustalało się według liczby zdobytych punktów. W przypadku uzyskania równej ilości punktów przez dwie drużyny, o zajętym miejscu decydowały:
a) liczba zdobytych punktów w spotkaniach bezpośrednich,
b) korzystniejsza różnica między zdobytymi i utraconymi bramkami w spotkaniach bezpośrednich,
c) przy uwzględnieniu reguły UEFA, że bramki strzelone na wyjeździe liczone są podwójnie, korzystniejsza różnica między zdobytymi i utraconymi bramkami w spotkaniach bezpośrednich,
d) korzystniejsza różnica bramek we wszystkich spotkaniach z całego cyklu rozgrywek,
e) większa liczba bramek zdobytych we wszystkich spotkaniach z całego cyklu.
| Uczestnicy sezonu 2014/2015 | Uczestnicy sezonu 2014/2015   | Uczestnicy sezonu 2014/2015 | Uczestnicy sezonu 2014/2015 |
| --------------------------- | ----------------------------- | --------------------------- | --------------------------- |
| MOS                         | Formacja Port 2000 Mostki     | 1                           |                             |
| ZA2                         | Zagłębie II Lubin             | 2                           |                             |
| ŚL2                         | Śląsk II Wrocław              | 3                           |                             |
| SGW                         | KS Stilon Gorzów Wielkopolski | 4                           |                             |
| LDZ                         | Lechia Dzierżoniów            | 5                           |                             |
| ŚLZ                         | Ślęza Wrocław                 | 6                           |                             |
| FHG                         | Foto-Higiena Gać              | 7                           |                             |
| PŚW                         | Polonia-Stal Świdnica         | 8                           |                             |
| ŻMI                         | Piast Żmigród                 | 10                          |                             |
| JEL                         | Karkonosze Jelenia Góra       | 11                          |                             |
| BDO                         | KP Brzeg Dolny                | 12                          |                             |
| PKN                         | Piast Karnin                  | 14                          |                             |
| KWR                         | KS Bystrzyca Kąty Wrocławskie | 16                          |                             |

| Spadek z II ligi 2014/2015 | Spadek z II ligi 2014/2015 | Spadek z II ligi 2014/2015 | Spadek z II ligi 2014/2015 |
| -------------------------- | -------------------------- | -------------------------- | -------------------------- |
| GWB                        | Górnik Wałbrzych           | 17                         |                            |
| Awans z IV ligi 2014/2015  |                            |                            |                            |
| grupa dolnośląska          |                            |                            |                            |
| ML2                        | Miedź II Legnica           | 1                          |                            |
| PLK                        | KS Polkowice               | 2                          |                            |
| grupa lubuska              |                            |                            |                            |
| ILR                        | Ilanka Rzepin              | 2                          |                            |
| BLU                        | Budowlani Lubsko           | 3                          |                            |

Objaśnienia:

### Tabela
| Lp. | Drużyna                           | M  | Z  | R | P  | Bramki | Bramki | Różn. | Pkt | Uwagi                                           | Bezpośrednio |
| --- | --------------------------------- | -- | -- | - | -- | ------ | ------ | ----- | --- | ----------------------------------------------- | ------------ |
| 1   | KS Polkowice                      | 34 | 25 | 3 | 6  | 88     | 39     | +49   | 78  | Baraż o mistrzostwo i grę w barażach o II ligę1 |              |
| 1   | Górnik Wałbrzych (M)              | 34 | 25 | 3 | 6  | 74     | 25     | +49   | 78  | Baraż o mistrzostwo i grę w barażach o II ligę1 |              |
| 3   | Ślęza Wrocław                     | 33 | 19 | 8 | 6  | 69     | 32     | +37   | 65  |                                                 |              |
| 4   | Miedź II Legnica                  | 34 | 19 | 7 | 8  | 86     | 43     | +43   | 64  |                                                 |              |
| 5   | Lechia Dzierżoniów                | 33 | 20 | 3 | 10 | 54     | 35     | +19   | 63  |                                                 |              |
| 6   | Śląsk II Wrocław                  | 34 | 19 | 6 | 9  | 74     | 42     | +32   | 63  |                                                 |              |
| 7   | Piast Żmigród                     | 34 | 18 | 3 | 13 | 60     | 46     | +14   | 57  |                                                 |              |
| 8   | Formacja Port 2000 Mostki (S)     | 34 | 18 | 2 | 14 | 71     | 50     | +21   | 56  | Spadek do IV ligi                               |              |
| 9   | KS Stilon Gorzów Wielkopolski (S) | 34 | 16 | 7 | 11 | 55     | 38     | +17   | 55  | Spadek do IV ligi                               |              |
| 10  | Zagłębie II Lubin (S)             | 34 | 16 | 6 | 12 | 78     | 39     | +39   | 54  | Spadek do IV ligi                               |              |
| 11  | Foto-Higiena Gać (S)              | 34 | 13 | 9 | 12 | 51     | 45     | +6    | 48  | Spadek do IV ligi                               |              |
| 12  | Ilanka Rzepin (S)                 | 34 | 13 | 4 | 17 | 53     | 75     | −22   | 43  | Spadek do IV ligi                               |              |
| 13  | Polonia-Stal Świdnica (S)         | 34 | 12 | 6 | 16 | 47     | 53     | −6    | 42  | Spadek do IV ligi                               |              |
| 14  | Piast Karnin (S)                  | 34 | 8  | 9 | 17 | 36     | 61     | −25   | 33  | Spadek do IV ligi                               |              |
| 15  | Karkonosze Jelenia Góra (S)       | 34 | 8  | 6 | 20 | 41     | 74     | −33   | 30  | Spadek do IV ligi                               |              |
| 16  | Budowlani Lubsko (S)              | 34 | 5  | 3 | 26 | 32     | 109    | −77   | 18  | Spadek do IV ligi                               |              |
| 17  | KS Bystrzyca Kąty Wrocławskie (S) | 34 | 2  | 8 | 24 | 20     | 101    | −81   | 14  | Spadek do IV ligi                               |              |
| 18  | KP Brzeg Dolny2 (S)               | 34 | 1  | 5 | 28 | 16     | 92     | −76   | 8   | Drużyna wycofana                                |              |

Źródło: 90minut.pl 
Oznaczenia: (M) – tytuł mistrzowski, (A) – awans, (S) – spadek.
Zasady ustalania kolejności: 1. liczba zdobytych punktów w całym cyklu rozgrywek; 2. liczba punktów zdobyta w meczach bezpośrednich; 3. różnica bramek w meczach bezpośrednich; 4. różnica bramek w meczach bezpośrednich – bramki zdobyte na wyjeździe liczone podwójnie; 5. różnica bramek w całym cyklu rozgrywek; 6. liczba zdobytych bramek w całym cyklu rozgrywek. 
Bezpośrednio: stosowane, gdy dwie lub więcej drużyn mają identyczny dorobek punktowy.
Objaśnienia:
1KS Polkowice i Górnik Wałbrzych zakończyły rozgrywki z równą liczbą punktów i równym bilansem spotkań bezpośrednich, wobec czego rozegrały baraż o mistrzostwo na neutralnym terenie w Trzebnicy, w którym Górnik wygrał 2:1. Tym samym uzyskał prawo gry w barażach o II ligę.

### Wyniki
| Gospodarz \ Gość              | BLU   | MOS | FHG | GWB   | ILR   | JEL | BDO   | KWR  | PLK | SGW | LDZ | ML2   | PKN | ŻMI   | PŚW | ŚL2   | ŚLZ | ZA2 |
| Budowlani Lubsko              |       | 2:2 | 2:4 | 1:2   | 2:2   | 0:2 | 3:1   | 1:0  | 1:4 | 0:4 | 0:3 | 1:3   | 2:1 | 0:4   | 1:3 | 0:1   | 1:2 | 0:6 |
| Formacja Port 2000 Mostki     | 0:3wo |     | 1:0 | 0:2   | 5:1   | 6:0 | 3:0wo | 4:1  | 1:3 | 0:1 | 1:0 | 2:0   | 4:0 | 2:1   | 2:0 | 6:1   | 3:2 | 1:4 |
| Foto-Higiena Gać              | 3:0   | 1:3 |     | 3:2   | 3:0wo | 3:2 | 3:0wo | 3:0  | 1:2 | 1:1 | 2:1 | 4:1   | 2:0 | 0:0   | 1:1 | 0:3   | 1:1 | 0:0 |
| Górnik Wałbrzych              | 7:1   | 2:0 | 1:1 |       | 9:0   | 2:0 | 2:0   | 3:0  | 1:3 | 2:0 | 1:0 | 0:0   | 2:1 | 3:1   | 1:2 | 2:1   | 1:0 | 1:0 |
| Ilanka Rzepin                 | 8:0   | 2:1 | 1:0 | 1:1   |       | 3:3 | 2:1   | 3:1  | 0:2 | 1:0 | 2:1 | 2:0   | 2:0 | 1:3   | 0:3 | 1:7   | 0:0 | 1:3 |
| Karkonosze Jelenia Góra       | 2:1   | 0:5 | 2:2 | 0:3   | 4:0   |     | 3:0wo | 4:1  | 0:2 | 0:1 | 0:1 | 0:4   | 1:1 | 2:1   | 0:0 | 1:2   | 2:1 | 3:4 |
| KP Brzeg Dolny                | 0:3wo | 2:3 | 1:1 | 0:3wo | 0:3wo | 1:5 |       | 0:1  | 0:3 | 2:1 | 0:2 | 0:3wo | 1:1 | 0:3wo | 2:2 | 0:3wo | 1:2 | 0:0 |
| KS Bystrzyca Kąty Wrocławskie | 2:2   | 0:3 | 1:1 | 0:3wo | 0:3wo | 2:2 | 3:0wo |      | 0:5 | 1:1 | 0:1 | 0:5   | 0:0 | 0:3   | 1:4 | 0:4   | 1:7 | 0:2 |
| KS Polkowice                  | 2:1   | 4:1 | 4:2 | 1:3   | 2:1   | 3:0 | 5:2   | 4:0  |     | 2:1 | 5:0 | 1:1   | 6:2 | 0:0   | 2:0 | 3:3   | 0:2 | 2:1 |
| KS Stilon Gorzów Wielkopolski | 7:0   | 1:0 | 1:0 | 0:2   | 5:2   | 5:0 | 3:0wo | 1:1  | 2:1 |     | 2:0 | 2:2   | 1:1 | 2:0   | 2:0 | 1:2   | 1:3 | 1:0 |
| Lechia Dzierżoniów            | 5:0   | 0:5 | 2:0 | 1:2   | 2:1   | 2:0 | 3:0wo | 3:2  | 3:2 | 1:0 |     | 2:2   | 2:0 | 1:2   | 3:1 | 2:1   | 1:1 | 1:0 |
| Miedź II Legnica              | 10:0  | 3:1 | 0:3 | 1:2   | 1:3   | 1:0 | 6:1   | 8:0  | 3:0 | 1:1 | 0:3 |       | 7:1 | 2:1   | 2:1 | 3:1   | 2:1 | 2:0 |
| Piast Karnin                  | 3:0   | 0:1 | 1:3 | 2:0   | 2:0   | 3:0 | 3:0wo | 0:0  | 0:2 | 4:0 | 0:5 | 2:3   |     | 2:1   | 0:0 | 0:2   | 2:2 | 0:0 |
| Piast Żmigród                 | 3:2   | 2:0 | 2:0 | 1:2   | 4:1   | 2:2 | 3:1   | 3:1  | 1:4 | 3:0 | 2:0 | 1:2   | 0:3 |       | 5:2 | 1:0   | 1:3 | 2:1 |
| Polonia-Stal Świdnica         | 3:2   | 5:1 | 1:0 | 1:2   | 1:3   | 2:0 | 0:0   | 2:0  | 1:2 | 0:3 | 0:1 | 1:2   | 1:0 | 2:0   |     | 2:3   | 2:3 | 2:1 |
| Śląsk II Wrocław              | 4:0   | 3:2 | 0:3 | 1:0   | 2:1   | 3:1 | 5:0   | 1:1  | 0:2 | 3:0 | 1:1 | 2:2   | 5:1 | 1:2   | 4:0 |       | 0:1 | 2:2 |
| Ślęza Wrocław                 | 1:0   | 2:0 | 4:0 | 0:4   | 2:1   | 3:0 | 3:0wo | 4:1  | 3:2 | 2:2 | 0:1 | 2:2   | 6:0 | 3:0   | 1:1 | 0:0   |     | 1:2 |
| Zagłębie II Lubin             | 5:0   | 2:2 | 4:0 | 2:1   | 5:1   | 4:0 | 3:0wo | 11:0 | 2:3 | 1:2 | 5:0 | 0:4   | 0:0 | 1:2   | 3:1 | 1:3   | 1:3 |     |

Źródło: 90minut
Objaśnienia:
1Drużyna gospodarzy jest wymieniona po lewej stronie tabeli.
Kolory: zielony – zwycięstwo gospodarzy, żółty – remis, różowy – zwycięstwo gości.
Kwalifikacja do baraży o II ligę: Górnik Wałbrzych
Spadek do IV ligi: Formacja Port 2000 Mostki, KS Stilon Gorzów Wielkopolski, Zagłębie II Lubin, Foto-Higiena Gać, Ilanka Rzepin, Polonia-Stal Świdnica, Piast Karnin (Gorzów Wielkopolski), Karkonosze Jelenia Góra, Budowlani Lubsko, KS Bystrzyca Kąty Wrocławskie, KP Brzeg Dolny

## Baraże o II ligę
Losowania par dokonano 15 października 2015.
| 11 czerwca 2016 16:00 | Górnik Wałbrzych · Radziemski 82' | 1:1(0:0)Raport | Polonia Warszawa · 72' Pieczara | Stadion 1000-lecia, Wałbrzych Widzów: 1000 Sędzia: Sebastian Jarzębak (Bytom) |
|                       |                                   |                |                                 |                                                                               |

| 15 czerwca 2016 19:00 | Polonia Warszawa · Choroś 12' | 1:0(1:0)Raport | Górnik Wałbrzych | Stadion Polonii, Warszawa Sędzia: Wojciech Krztoń (Olsztyn) |
|                       |                               |                |                  |                                                             |

Wynik dwumeczu – 2:1 dla Polonii.
Awans do II ligi na sezon 2016/2017 uzyskała: Polonia Warszawa.